# Charles Micaud
Charles Antoine Micaud (Francia, 1910 - Denver, 23 de junio de 1974) fue un autor y profesor estadounidense. Aunque nacido en Francia, en 1936 emigró a los Estados Unidos, donde llegaría a obtener la nacionalidad. Fue profesor en las universidades de Bowdoin College, Virginia y Denver. El 29 de marzo de 1941 se casó con Nancy Waddel.
Fue autor de obras como The French Right and Nazi Germany, 1933-1939 (1943), La Droite devant l'Allemagne (1945), Communism and the French Left. (1963), Tunisia: The Politics of Modernization (1964), entre otras, además de editor de Arabs and Berbers. From tribe to Nation in North Africa (1974), junto a Ernest Gellner. Falleció a causa del cáncer.